# Custonaci
Custonaci is een gemeente in de Italiaanse provincie Trapani (regio Sicilië) en telt 5013 inwoners (31-12-2004). De oppervlakte bedraagt 69,6 km², de bevolkingsdichtheid is 72 inwoners per km².
De gemeente bestaat uit de frazioni: Assieni, Cornino, Purgatorio, Santa Lucia, Sperone.

## Demografie
Custonaci telt ongeveer 1872 huishoudens. Het aantal inwoners steeg in de periode 1991-2001 met 5,3% volgens cijfers uit de tienjaarlijkse volkstellingen van ISTAT.
| Jaar | Inwoneraantal |
| ---- | ------------- |
| 1991 | 4571          |
| 2001 | 4814          |

## Geografie
De gemeente ligt op ongeveer 186 m boven zeeniveau.
Custonaci grenst aan de volgende gemeenten: Buseto Palizzolo, Castellammare del Golfo, San Vito Lo Capo, Valderice.
Alcamo · Buseto Palizzolo · Calatafimi-Segesta · Campobello di Mazara · Castellammare del Golfo · Castelvetrano · Custonaci · Erice · Favignana · Gibellina · Marsala · Mazara del Vallo · Paceco · Pantelleria · Partanna · Petrosino · Poggioreale · Salaparuta · Salemi · San Vito Lo Capo · Santa Ninfa · Trapani · Valderice · Vita
1. ↑  https://demo.istat.it/?l=it.